# Shaun the Sheep Movie
Shaun the Sheep Movie (Nederlands: Shaun het Schaap: De film) is een Brits-Franse animatiefilm uit 2015 geschreven en geregisseerd door Mark Burton en Richard Starzack. De film ging in wereldpremière op 24 januari op het Sundance Film Festival.

## Verhaal
Door toedoen van Shaun the Sheep en zijn vrienden en een ongelukkig toeval belandt de boer al slapende in een caravan die richting stad bolt. Shaun trekt met de bus op zijn eentje naar de stad om de boer te gaan redden maar zonder zijn medeweten is de kudde hem gevolgd. Vermomd als mensen beleven ze een aantal hilarische avonturen op een voor hen onbekend terrein.

## Stemverdeling
| Personage     | Stem            |
| ------------- | --------------- |
| Shaun         | Justin Fletcher |
| Bitzer & boer | John Sparkes    |